# VV Valthermond
VV Valthermond is een op 1 augustus 1930 opgerichte amateurvoetbalvereniging uit Valthermond, Drenthe, Nederland. De thuiswedstrijden worden op het gemeentelijke "Sportpark De Meent" gespeeld.

## Algemeen
VV Valthermond is opgericht op 1 augustus 1930. In 1931 trad Valthermond toe tot de Drentse Voetbalbond (DVB) met twee elftallen. In 1955 fuseerde Valthermond met Valthermondse Boys. Tot die tijd heet de club Valthermond, vanaf 1955 heet de club VV Valthermond.

## Standaardelftal
Het standaardelftal speelt in het seizoen 2020/21 in de Tweede klasse zondag van het KNVB-district Noord.

### Geschiedenis
In het seizoen 1932/33 speelde men al met vier elftallen in de DVB In dit seizoen werd het eerste elftal tweede, en de andere elftallen kampioen. In het seizoen 1934/35 werd het eerste elftal van Valthermond kampioen en promoveerde het naar de Derde klasse van de landelijke KNVB, wat op dat moment in het noorden van Nederland het laagste niveau is.
In het seizoen 1972/73 werd Valthermond wederom kampioen en promoveerde naar de Tweede klasse. Doordat het seizoen daarop de Hoofdklasse werd ingesteld promoveerden de eerste vier elftallen van de Tweede klasse automatisch naar de Eerste klasse.
Het sportieve hoogtepunt uit de historie van de VV Valthermond was het seizoen 1975/76. In dat seizoen werd de Hoofdklasse bereikt. Ondanks dat de laatste thuiswedstrijd tegen VV Harlingen werd verloren, kon Valthermond toch promotie naar de Hoofdklasse vieren. De naaste concurrenten van Valthermond, Velocitas 1897 en VV Muntendam, speelden gelijk. Het verblijf van Valthermond in de Hoofdklasse was maar van korte duur: het jaar daarop degradeerde Valthermond weer naar de Eerste klasse.
In het seizoen 1982/83 moesten Valthermond en SV Twedo uit Veenoord een beslissingswedstrijd spelen om degradatie uit de Eerste klasse C, omdat beide clubs na de laatste competitiewedstrijd evenveel punten hadden. De wedstrijd werd gespeeld op het terrein van VV Emmen voor ongeveer 5000 toeschouwers. Valthermond behaalde een 1-0-overwinning op SV Twedo en bleef zodoende in de Eerste klasse. In het seizoen daarna (1983/84) degradeerde Valthermond alsnog naar de Tweede klasse.
Kampioenschap seizoen 1993/94, vvValthermond werd op een doordeweekse avond in een uitwedstrijd kampioen van de 2e klasse in en tegen Stadskanaal. Nadat de zondag ervoor de naaste concurrent VV Musselkanaal een 4-0-voorsprong uit handen gaf tegen VV Beilen, had Valthermond een overwinning nodig om het kampioenschap in de Tweede klasse veilig te stellen. Valthermond won en werd kampioen.
In het seizoen 1996/97 degradeerde VV Valthermond naar de Derde klasse. Tien seizoenen later, in het seizoen 2006/07 volgde het dieptepunt wanneer VV Valthermond degradeerde naar de Vierde klasse. Valthermond keerde in het seizoen 2007/08 via nacompetitie terug naar de Derde klasse, door op het terrein van VV Noordster in Oude Pekela, VV Hunsingo te verslaan.
Promotie naar de Tweede klasse, via nacompetitie, werd in het seizoen 2009/10 afgedwongen, door op eigen sportpark de Meent VV Bellingwolde te verslaan na strafschoppen. Degradatie naar de Derde klasse volgde in seizoen 2012/13.
Kampioen seizoen 2014/15 en promotie naar de Tweede klasse zondag.

### Competitieresultaten VV Valthermond 1956–2018
| 11 3C |

| 10 3C |

| 7 3C |

| 1 3C |

| 8 3C |

| 9 3C |

| 7 3C |

| 10 3C |

| 12 3C |

| 2 4H |

| 6 4H |

| 9 4H |

| 4 4H |

| 5 4H |

| 2 4H |

| 1 4H |

| 3 3C |

| 1 3C |

| 3 2B |

| 2 1C |

| 1 1C |

| 14 B |

| 7 1C |

| 6 1C |

| 7 1C |

| 10 1C |

| 3 1C |

| 11 1C |

| 11 1C |

| 9 2B |

| 7 2B |

| 1 2B |

| 5 2B |

| 1 2B |

| 4 1C |

| 8 1C |

| 2 1C |

| 11 1C |

| 1 2B |

| 11 1C |

| 9 2B |

| 11 2L |

| 3 3D |

| 6 3B |

| 9 3A |

| 5 3A |

| 7 3A |

| 6 3A |

| 2 3A |

| 6 3A |

| 8 3A |

| 11 3D |

| 2 4F |

| 6 3C |

| 4 3D |

| 12 2L |

| 8 2L |

| 12 2L |

| 4 3D |

| 1 3D |

| 4 2L |

| 4 2L |

| 6 2L |

| 7 2L |

1987: in de beslissende halve competitie om het klassekampioenschap in 2B werd op zondag 31 mei uit met 1-3 verloren van HODO en op zondag 31 mei thuis met 3-5 verloren van SV Steenwijkerwold. Steenwijkerwold werd kampioen.
| Hoofdklasse | Eerste klasse | Tweede klasse | Derde klasse | Vierde klasse |

### Competitieresultaten Valthermond 1936–1955
| 5 3D |

| 8 3D |

| 8 3D |

| 8 3D |

|  |

|  |

|  |

|  |

|  |

|  |

| 6 3I |

| 5 3F |

| 7 3D |

| 10 3C |

| 4 4C |

| 8 4C |

| 4 4C |

| 1 4C |

| 2 4D |

| 1 4D |

| Derde klasse | Vierde klasse |

In elke staaf van de grafiek staat van boven naar beneden vermeld: 
- Eindnotering

Dit is de positie die de club heeft bereikt in de competitie, zonder eventuele beslissings-, play-off- of nacompetitiewedstrijden die nodig zijn geweest om bijvoorbeeld de kampioen van de competitie te bepalen.
Indien een * achter het getal staat is de notering een tussenstand en kan het zijn dat de notering niet overeenkomt met de uiteindelijke eindstand van de competitie.
Staat er een - dan is het seizoen nog bezig en is er geen definitieve uitslag bekend.
Staat er xx op de positie van de notering, dan heeft de club vroegtijdig de competitie verlaten. Dit kan onder andere komen door terugtrekking van het team, faillissement van de club of door een uitgedeelde straf van de KNVB. In veel gevallen staat elders in het artikel de reden vermeld.
Staat er een ? dan is het resultaat uit het verleden onbekend, en is alleen de competitie of het niveau bekend van dat seizoen.
In de seizoenen 2019/20 en 2020/21 werd wegens de coronacrisis het amateurvoetbal afgebroken. Daardoor kennen deze staven geen eindklassering (middels -- weergegeven).
- Competitieniveau en afdelingsletter of Officiële eindstand Eredivisie
  - Competitieniveau en afdelingsletter

Hierbij geeft het getal het niveau weer, dat ook terug te vinden is in de legenda. De letter is de afdelingsaanduiding en wordt gebruikt wanneer er meer afdelingen zijn op hetzelfde niveau. De afdelingsletter is altijd een hoofdletter en wordt meestal zonder nummer gebruikt.
Voorbeeld: 2F is niveau 2e klasse competitie F.
Het competitieniveau en nummer wordt niet vermeld wanneer er slechts één competitie van dit niveau was.
  - Officiële eindstand Eredivisie (getal staat tussen haakjes vermeld)

Sinds de introductie van play-offwedstrijden voor Europees voetbal na afloop van de reguliere competitie in 2005/06, is de KNVB verplicht een eindstand van de Eredivisie door te geven aan de UEFA aan de hand van deze play-offwedstrijden.
Bij deze eindstand staan clubs die zich hebben gekwalificeerd voor Europees voetbal hoger dan clubs die zich niet wisten te kwalificeren. Indien er geen verschil was tussen de eindnotering en de officiële eindstand, staat dit getal niet vermeld.

- Onderafdeling

Hier staat afgekort de naam van de onderafdeling indien de club in dat jaar in een onderafdeling uitkwam. Tevens staat deze afkorting in de legenda en wordt gelinkt naar het artikel over deze onderafdeling. Deze afkorting wordt alleen vermeld wanneer de club in het verleden in verschillende onderafdelingen heeft gespeeld. Deze vermelding is in de staaf altijd in kleine letters. Deze onderafdelingen zijn na het seizoen 1995/96 afgeschaft. Heeft de club in slechts één onderafdeling gespeeld, dan is dit alleen terug te vinden in de legenda.
Onder de staaf staat het jaartal vermeld waarin het seizoen is afgesloten. 15 verwijst naar het seizoen 2014/15 of eventueel het seizoen 1914/15.
Wanneer een staaf leeg is, zijn deze gegevens niet bekend. Het kan ook zijn dat de club dat seizoen niet heeft meegespeeld op het hogere amateurniveau, vroegtijdig de competitie heeft verlaten of uit de competitie is gezet.

In het seizoen 1944/45 was er wegens de Tweede Wereldoorlog geen regulier competitievoetbal.

### Eindstanden competitie (1970-2015)
| Seizoen   | Klasse          | Rang | Wedstrijden | Punten |            |
| --------- | --------------- | ---- | ----------- | ------ | ---------- |
| 2016/2017 | Tweede klasse L | 4    | 24          | 41     |            |
| 2015/2016 | Tweede klasse L | 4    | 26          | 43     |            |
| 2014/2015 | Derde klasse D  | 1    | 26          | 65     | Kampioen   |
| 2013/2014 | Derde klasse D  | 4    | 26          | 42     |            |
| 2012/2013 | Tweede klasse L | 12   | 26          | 30     | Degradatie |
| 2011/2012 | Tweede klasse L | 8    | 26          | 37     |            |
| 2010/2011 | Tweede klasse L | 12   | 26          | 28     |            |
| 2009/2010 | Derde klasse D  | 4    | 22          | 39     | Promotie   |
| 2008/2009 | Derde klasse C  | 6    | 22          | 32     |            |
| 2007/2008 | Vierde klasse F | 2    | 20          | 41     | Promotie   |
| 2006/2007 | Derde klasse D  | 11   | 22          | 21     | Degradatie |
| 2005/2006 | Derde klasse A  | 8    | 22          | 28     |            |
| 2004/2005 | Derde klasse A  | 6    | 22          | 33     |            |
| 2003/2004 | Derde klasse A  | 2    | 22          | 42     |            |
| 2003/2003 | Derde klasse A  | 6    | 22          | 33     |            |
| 2001/2002 | Derde klasse A  | 7    | 22          | 30     |            |
| 2000/2001 | Derde klasse A  | 5    | 22          | 33     |            |
| 1999/2000 | Derde klasse A  | 9    | 22          | 26     |            |
| 1998/1999 | Derde klasse B  | 6    | 22          | 30     |            |
| 1997/1998 | Derde klasse D  | 3    | 22          | 39     |            |
| 1996/1997 | Tweede klasse L | 11   | 22          | 21     | Degradatie |
| 1995/1996 | Tweede klasse B | 9    | 22          | 24     |            |
| 1994/1995 | Eerste klasse C | 11   | 22          | 13     | Degradatie |
| 1993/1994 | Tweede klasse B | 1    | 22          | 31     | Kampioen   |
| 1992/1993 | Eerste klasse C | 11   | 22          | 11     | Degradatie |
| 1991/1992 | Eerste klasse C | 2    | 22          | 27     |            |
| 1990/1991 | Eerste klasse C | 8    | 22          | 20     |            |
| 1989/1990 | Eerste klasse C | 4    | 22          | 25     |            |
| 1988/1989 | Tweede klasse B | 1    | 22          | 34     | Kampioen   |
| 1987/1988 | Tweede klasse B | 5    | 22          | 22     |            |
| 1986/1987 | Tweede klasse B | 1    | 22          | 32     |            |
| 1985/1986 | Tweede klasse B | 7    | 22          | 22     |            |
| 1984/1985 | Tweede klasse B | 9    | 22          | 20     |            |
| 1983/1984 | Eerste klasse C | 11   | 22          | 13     | Degradatie |
| 1982/1983 | Eerste klasse C | 11   | 22          | 17     |            |
| 1981/1982 | Eerste klasse C | 3    | 22          | 24     |            |
| 1980/1981 | Eerste klasse C | 10   | 22          | 20     |            |
| 1979/1980 | Eerste klasse C | 7    | 22          | 21     |            |
| 1978/1979 | Eerste klasse C | 6    | 22          | 21     |            |
| 1977/1978 | Eerste klasse C | 7    | 22          | 20     |            |
| 1976/1977 | Hoofdklasse B   | 14   | 26          | 14     | Degradatie |
| 1975/1976 | Eerste klasse C | 1    | 22          | 30     | Kampioen   |
| 1974/1975 | Eerste klasse C | 2    | 22          | 30     |            |
| 1973/1974 | Tweede klasse B | 3    | 22          | 28     | Promotie   |
| 1972/1973 | Derde klasse C  | 1    | 22          | 32     | Kampioen   |
| 1971/1972 | Derde klasse C  | 3    | 22          | 36     |            |
| 1970/1971 | Vierde klasse H | 1    | 20          | 28     | Kampioen   |

### Trainers
| Jaar         | Trainer            |
| ------------ | ------------------ |
| 2021 - heden | Kenny Koning       |
| 2018 - 2021  | Albert Koops       |
| 2017 - 2017  | Bart Hartman       |
| 2014 - 2017  | Harris Huizingh    |
| 2009 - 2014  | Rick Slor          |
| 2007 - 2009  | Marcel Smelt       |
| 2006 - 2007  | Sip Bloemberg      |
| 2003 - 2006  | Albert Koops       |
| 1999 - 2003  | Peter Timmer       |
| 1979 - 1999  | Wim van den Heuvel |
| 1978 - 1979  | Henk Nienhuis      |
| 1974 - 1978  | Piet van Brummelen |

SV Borger · VV Buinen · VV Buinerveen · EEC · VV Nieuw Buinen · VV HOVC · VV De Treffer '16 · VV Valthermond

Voormalig: VV Hunso · VV Oring · TEVV · Valther Boys